# Gradišče ob Soči
Gradišče ob Soči (italijansko Gradisca d'Isonzo, furlansko Gardiscje ali Gardiscje Imperiâl, vzhodno-furlansko Gardiscja) je naselje in občina v bivši Goriški pokrajini, v deželi Furlanija - Julijska krajina v Italiji. Občina ima 6.391 prebivalcev (leta 2021)  in meri 11,22 km².
Naselje leži okoli 12 km jugozahodno od Gorice.